# Gumpenspitze
Die Gumpenspitze ist ein 2176 m ü. A. hoher Berg in der Gamsjochgruppe im Karwendel in Tirol.
Der Gipfel ist über den Lalidersalm Hochleger aus der Eng erreichbar. Ab der Alm weiter weglos mit leichten Kletterstellen in schrofigem Gelände. Es ist kein Gipfelkreuz vorhanden.

## Galerie

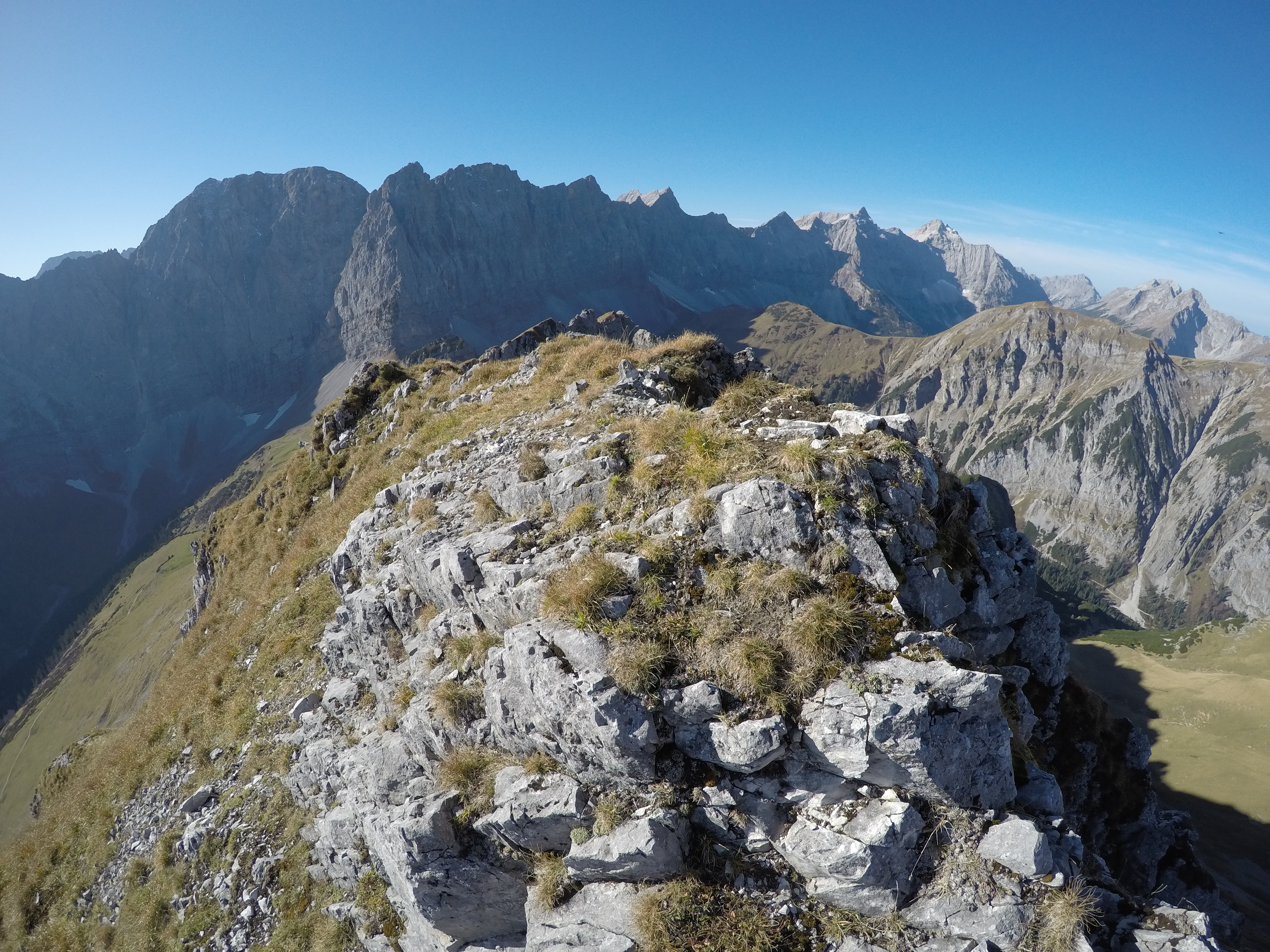
Gipfelgrat in Richtung Laliderer Wände